# Сожжение невесты
Сожжение невесты — это форма домашнего насилия, практикуемая в странах, расположенных на Индийском субконтиненте или вокруг него. Частным случаем является смерть невесты из-за приданого, когда убийство совершает муж или его семья из-за отказа семьи невесты выплатить дополнительное приданое. Женщин обливают керосином, бензином или другой легковоспламеняющейся жидкостью и поджигают, что приводит к смерти от ожога. Наиболее распространено в Индии и является там серьёзной проблемой с 1993 года.
В 1995 году журнал Time сообщил, что число смертей из-за приданого в Индии увеличилось с примерно 400 в год в начале 1980-х годов до примерно 5800 в год к середине 1990-х годов. В 1996 году телеканал CNN опубликовал статью, в которой говорилось, что полиция ежегодно получает более 2500 сообщений о сожжении невест. По данным Индийского национального бюро регистрации преступлений, в 2008 году по делам о смерти в результате приданого было вынесено 1948 обвинительных приговоров и 3876 оправдательных приговоров.

## История

### Смерть из-за приданого
Смерть из-за приданого — это смерть молодой женщины в странах Южной Азии, прежде всего в Индии, которую убил или довел до самоубийства её муж. Муж или его семья постоянно пытаются получить больше приданого от невесты или её семьи. Также имеют место обливание кислотой, отравления. Женщины часто подвергаются давлению со стороны своего будущего мужа или его родственников из-за приданого.

### Истоки сожжения невесты
Существует как минимум четыре точки зрения на то, почему стали сжигать невест именно в странах Южной Азии.
Одна из наиболее культурно обоснованных теорий предполагает, что в таком глубоко патриархальном обществе, как Индия, роль женщины определяется ещё до её рождения, ставя её на более низкую ступень, чем мужчину. Её считают обузой и «лишним ртом, который нужно кормить». Мужчины, считающиеся физическим активом, могут относиться к женщинам как к подчиненным. В замужестве «общество требует послушания мужу».
Теория потребления утверждает, что всему виной жадность. Приданое используется как средство достижения более высокого социально-экономического статуса.
Исторически система приданого могла быть задумана как способ отличить мусульманскую культуру от индуистской, создавая дальнейшее разделение внутри каст. Большое приданое будет указывать на более высокий статус и отличие от ислама, тем самым создавая стимул требовать большего приданого.
Существует версия, что практика приданого возникла в результате британского правления в Индии, чтобы различать «различные формы брака» между кастами. Британское правительство стремилось укрепить практику приданого в низших кастах как средство искоренить их ритуальные браки. Ритуальные формы брака дискредитировались до тех пор, пока не были признаны только системы браков высших каст.

## В Южной Азии
4000 — 25 000 смертей ежегодно происходит в результате сожжения невест в Индии, Пакистане и Бангладеш (данные 2011 года).

### В Индии

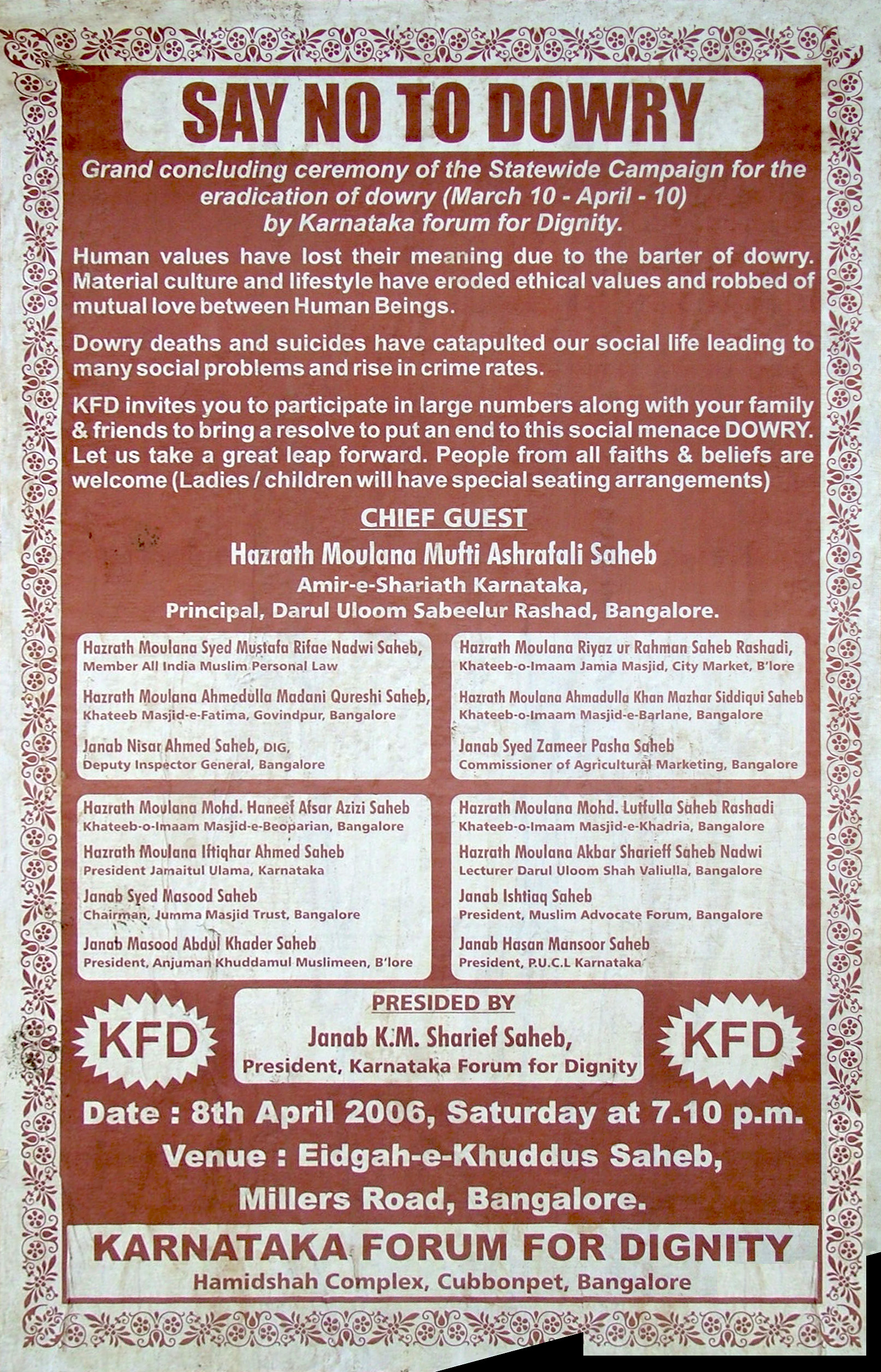
Плакат мусульманской организации «Форум достоинства Карнатаки „ против системы приданого в Бангалоре, Индия.

Если муж и/или его родственники решили, что приданое, подарок, подаренный родителями дочери мужу, было недостаточным, они пытаются убить невесту, чтобы предоставить мужу возможность повторно жениться или наказать невесту и её семью. В Индии размер приданого является отражением богатства. Индийский писатель Раджеш Талвар написал пьесу о смерти из-за приданого „Невеста, которая не сгорела“.
В 1961 году правительство Индии приняло „Закон о запрете приданого“, сделавший требование приданого при организации свадьбы незаконным.
В 1986 году индийский парламент включил смерть из-за приданого в список преступлений, связанных с насилием в семье.
Согласно новой статье 304-B Уголовного кодекса Индии, если невесту „в течение 7 лет после замужества убивают, и доказано, что незадолго до смерти она подвергалась жестокости или притеснениям со стороны мужа или любого родственника“ мужа или в связи с любым требованием приданого, то смерть будет классифицироваться как „смерть из-за приданого“, и муж или его родственники будут считаться причиной её смерти».
Приговоры: от 7 лет лишения свободы до пожизненного заключения.
В отчете 1997 года утверждалось, что по меньшей мере 5000 женщин умирают каждый год смертью из-за приданого и по меньшей мере дюжина умирает каждый день в «кухонных пожарах», которые считаются преднамеренными. Около 30 % зарегистрированных смертей из-за приданого заканчиваются обвинительными приговорами в судах.

### В Пакистане
В Пакистане «Ассоциация прогрессивных женщин» сообщает, что каждый год 300 женщин сжигаются заживо семьями их мужей, инциденты маскируются под несчастные случаи, например, под «взрывающуюся печь». Пострадавшие в результате этих происшествий имеют травмы, несовместимые с ожогами от печи. Согласно отчету Amnesty International за 1999 год, хотя было зарегистрировано 1600 случаев сожжения невест, только в 60 случаях виновные были привлечены к ответственности, и из них только 2 случая закончились осуждением.
В Пакистане женщины проводят кампанию за принятие закона, запрещающего эту практику, за создание приютов для женщин и за создание больниц со специализированными ожоговыми отделениями. Общественное давление изнутри, а также со стороны международных правозащитных групп, повышает уровень осведомленности внутри пакистанского правительства.

В 1988 году около 800 пакистанских невест были сожжены заживо; в 1989—1100, в 1990 году — 1800, в 1999 году—около 300. Газеты Лахора за шесть месяцев (1997 год) сообщили в среднем о 15 нападениях на женщин в месяц. Human Development оценила масштаб преступлений в Южной Азии — 16 случаев сожжения невест в месяц. За 8 лет в окрестностях Исламабада пострадали 4000 женщин, средний возраст жертв составлял от 18 до 35 лет, причем примерно 30 % из них были беременны на момент смерти. Шахназ Бухари сказал о таких нападениях:
Либо в Пакистане есть одержимые печи, в которых сжигают только молодых домохозяек и особенно любят гениталии, либо, судя по частоте, с которой происходят подобные случаи, можно увидеть мрачную картину того, что эти женщины являются жертвами преднамеренного убийства.
В 1994 году, в Международный женский день, было объявлено, что различные НПО присоединятся к кампании по повышению осведомленности общества об этой проблеме.
В Пакистане каждый час заживо сжигают одну женщину из-за приданого (2021 год).

## В других странах
Иногда сжигают невест индийских, пакистанских и бангладешских диаспор в других частях мира, например, в Соединенных Штатах.

### В Соединенных Штатах
В Кэрроллтоне, штат Техас, дипломированная медсестра Алеямма Мэтью умерла от ожогов 5 апреля 1992 года. Она и её муж Мэтью Варугезе эмигрировали из Индии два десятилетия назад, у них родилось три дочери в Соединенных Штатах, но брак был проблемным. Мать, облитую бензином и объятую пламенем, нашли дети, и вскоре она умерла.
Статьи об этом случае в газетах подверглась некоторой критике за изображение не-западных стран как отсталых.

## Контроль
В настоящее время существуют правительственные инициативы по криминализации сжигания невест и общественные организации, работающие над борьбой с этой практикой, а также международные законы, направленные против нарушений прав человека.

### Правительственные усилия
В 1961 году Индия приняла «Закон о запрете приданого».
В начале 1980-х годов в него были внесены поправки, призванные «исправить ряд присущих ему недостатков и лазеек», поправки сделали данное преступление уголовным, в течение 7 лет после брака смерть жены связывали с приданым. Этот конкретный закон не даёт исчерпывающего определения приданого, что является его недостатком. Семилетний срок не менее проблематичен, поскольку он просто позволяет мужьям ждать.
«Закон о борьбе с жестокостью» 1983 года запрещает жестокость по отношению к жене и подвергает мужа и/или родственников мужа штрафам или тюремному заключению, если они причиняют жестокость жене.
Статья 1 Всеобщей декларации прав человека провозглашает свободу и равенство, Статья 5 провозглашает: «Никто не должен подвергаться пыткам или жестокому, бесчеловечному или унижающему достоинство обращению и наказанию».

### Неправительственные усилия

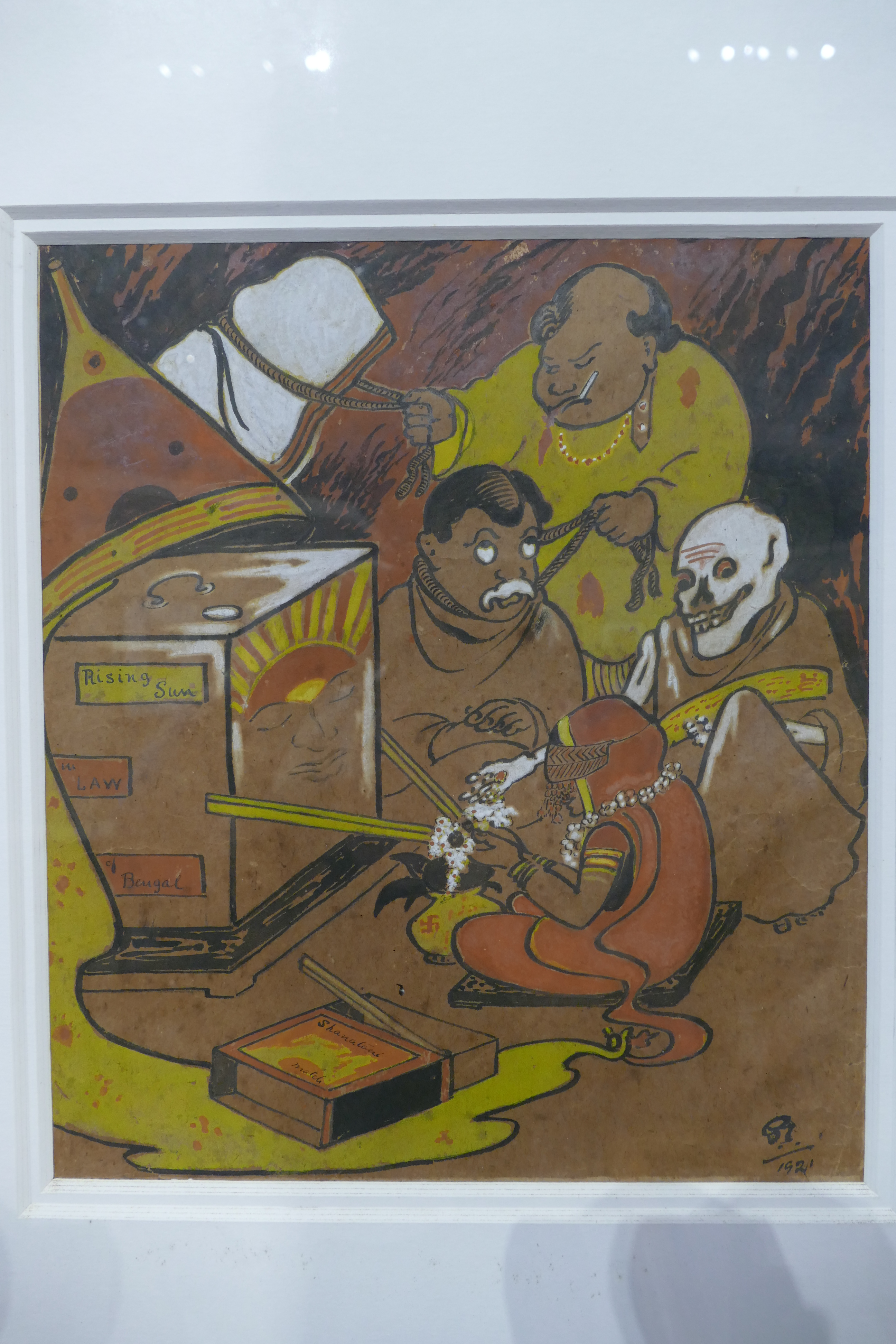
«Восходящее солнце Бенгалии», картина Гаганендранатха Тагора (ум. 1938).

В Индии внутреннее законодательство, как правило, соблюдается недостаточно, поэтому массовые организации «взяли на себя задачу остановить сжигание невест». Одним из примеров этого являются финансируемые государством ячейки семейных консультационных центров. Однако зачастую такие центры лишь закрепляют стереотип о «женских острых языках» и мужском праве применять силу.

### Потенциальные усилия
С целью реформы несовершенных и неэффективных законов предложено расширить защиту женщин в соответствии с международным законодательством о беженцах, чтобы предоставить убежище жертвам гендерной дискриминации или гендерцида. Одним из способов достижения этого было бы включение женщин в определение «преследуемой социальной группы» .
В апреле 1984 года Европейский парламент внес предложение по защите женщин от преследований по признаку пола путем реформирования международного законодательства о беженцах. Однако предложение было отклонено.
Другим решением является установления прав собственности женщин. Даже будучи замужем, невеста не имеет прав на имущество, принадлежащее мужу, пока он жив. Право женщин на собственность ликвидирует причину вступления в брак по экономическим или юридическим соображениям, игнорируя тем самым практику приданого.